# Tmesisternus riedeli
Tmesisternus riedeli är en skalbaggsart som beskrevs av Christian Ehrenfried Weigel 2006. Tmesisternus riedeli ingår i släktet Tmesisternus och familjen långhorningar.
Artens utbredningsområde är Irian Jaya. Inga underarter finns listade i Catalogue of Life.